# Синай (Италия)
Вижте пояснителната страница за други значения на Синай.
Сѝнай (на италиански: Sinnai; на сардински: Sìnnia, Синия) е град и община в Южна Италия, провинция Каляри, автономен регион и остров Сардиния. Разположен е на 133 m надморска височина. Населението на общината е 16 830 души (към 2010 г.).